# 聖丹尼斯車站

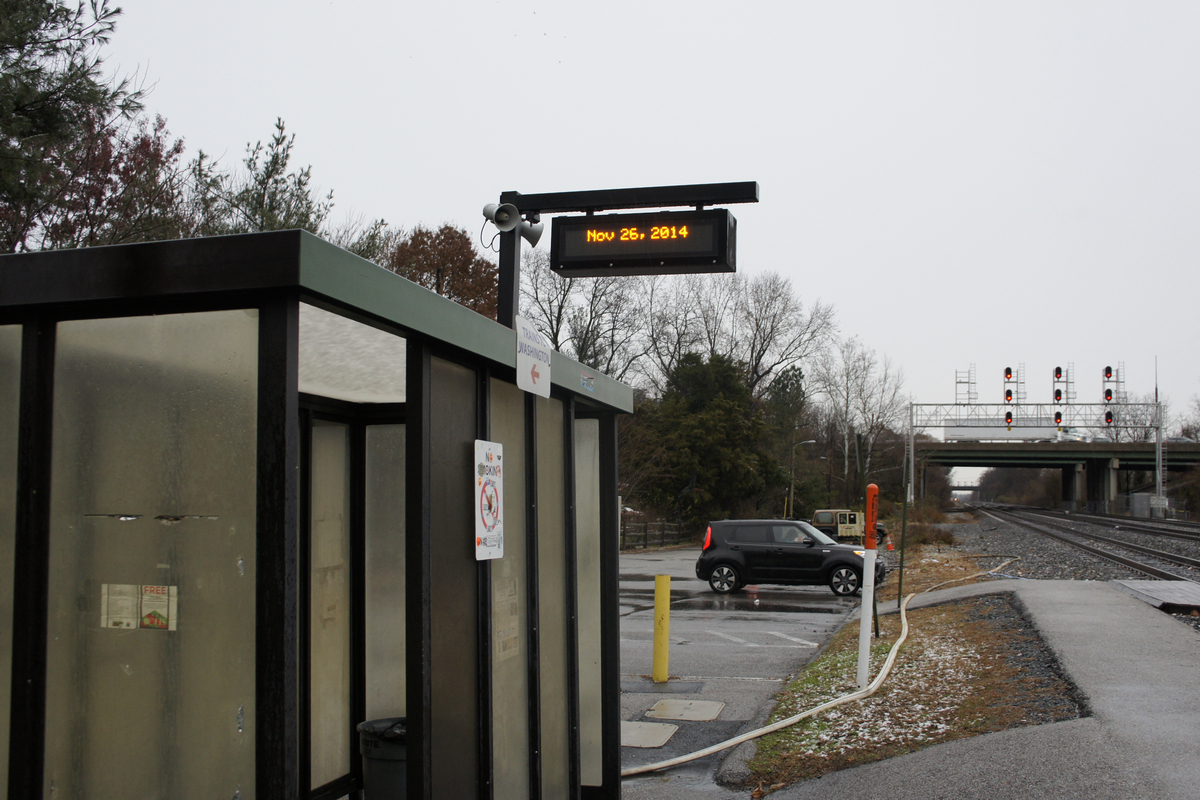
聖丹尼斯車站的南下月台

聖丹尼斯車站（英語：St. Denis station）是馬里蘭區域通勤鐵路坎登線的一個客運車站，於馬里蘭州，車站與所在地城鎮同名。本站為最接近該線在巴爾的摩的終點站坎登車站的車站，客運量並不大，2013年改訂的時刻表，每日東行（往巴爾的摩）有三班列車停靠，西行（往華盛頓）有兩班列車停靠，另有一班為月台上有旅客時才停靠（招呼站營運模式）。

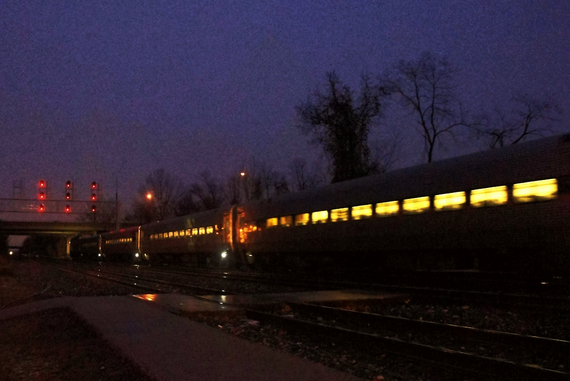
由MP36型柴電機車牽引的馬里蘭區域通勤鐵路列車通過聖丹尼斯車站開往坎登站

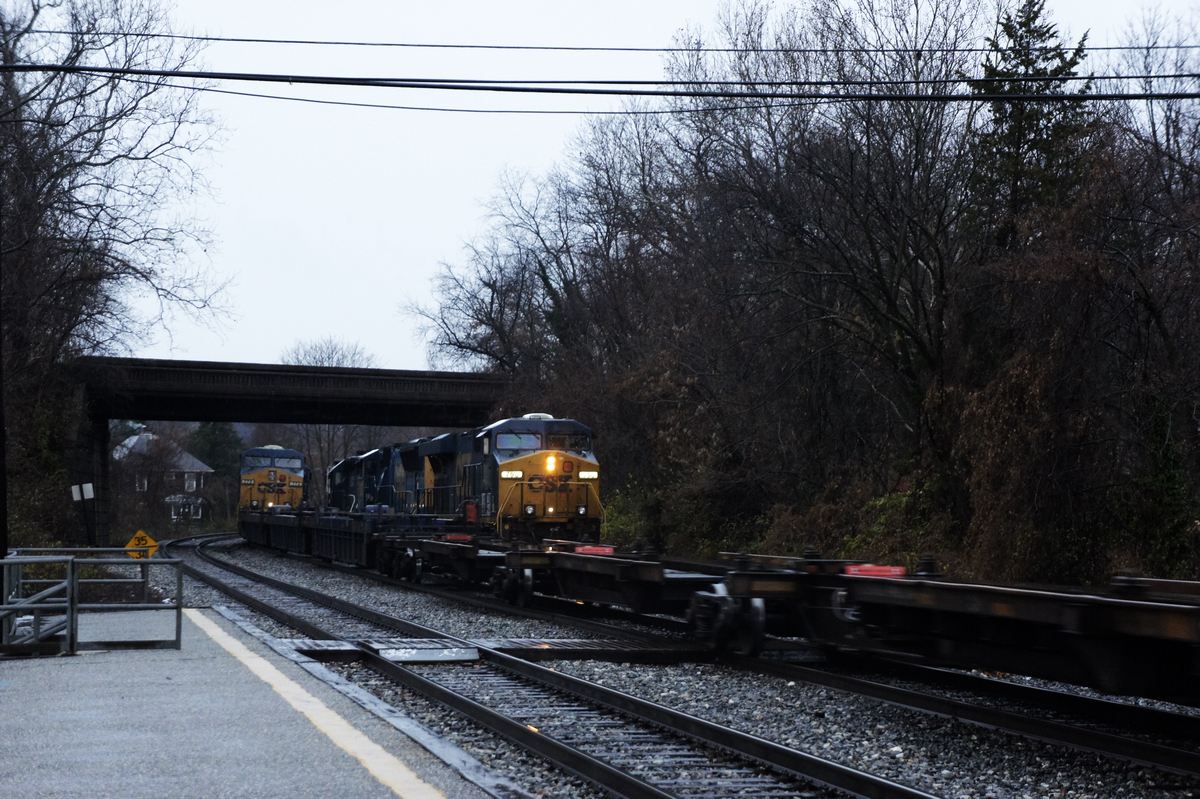
兩列CSX運輸的貨運列車於聖丹尼斯車站

本站有兩個月台，南下（西行，往華盛頓）月台有強化玻璃與鋁架製成的候車室，為馬里蘭區域通勤鐵路指定的本站地址所在，位於 Arlington 與 Maple 大街街角。 北上（東行，往巴爾的摩）月台則有木造候車室，其外掛有站名招牌。本站有兩個供行人跨越軌道的木製平面人行道，其一範圍連通兩個月台，另一範圍只由南下月台至中間股道處。
馬里蘭區域通勤鐵路坎登線在本站東方跨越賓州線，而本站也是觀賞火車的好去處，除了距離巴爾的摩不遠以外，本站有CSX運輸的首都線分區、巴爾的摩終端分區、舊主線分區等路線的貨運列車經過。在本站與坎登車站之間，有分支路線通往巴爾的摩與俄亥俄鐵路博物館

## 外部連結
- 维基共享资源上的相關多媒體資源：聖丹尼斯車站
- St Denis station official website
- St. Denis MARC Station (TrainWeb) （页面存档备份，存于）
- Station from Google Maps Street View